# Махатма
Махатма е дума на санскрит за Велика душа (на санскрит: महात्मा mahātmā: महा mahā [велика] + आत्मं or आत्मन ātman [душа]). Този термин често се използва за назоваване на бележити личности (някои от които считани за митични) като например Мохандас Карамчанд Ганди. Названието махатма за Ганди е било популяризирано от Рабиндранат Тагор.
С термина понякога се назовават и адепти и освободени души.

## Значение в езотеричната теософия
Думата е използвана от Елена Блаватска за обозначаване на тайнствени учители, които тя претендира да е срещнала в Тибет, които са ѝ предали и продължавали да ѝ предават знание по мистичен път. Историите на Блаватска според някои са изпълнени с фактологически противоречия и изследователите силно се съмняват в съществуването на тайнствените учители (наречени от Блаватска, Кришнамурти, Рьорих и Роу и А.П.Синет „махатми“).

## Други назовавания
Ганди използва определението махатма за Лев Толстой .
Вяса нарича Арджуна (светлият) махатма